# Albert Haberer (Künstler, 1908)
Albert Reinhold Haberer (* 12. Juli 1908 in Stuttgart; † 22. Juni 1986 in Tübingen) war ein deutscher Maler, Innenarchitekt, Möbeldesigner und Autor.

## Biografie

### Familie, Privatleben
Albert Haberer wuchs in Stuttgart auf als sechstes von neun Kindern des Schreinermeisters Georg Haberer (1867–1954) und seiner Frau Katharina (1875–1956) geborene Zipperer. 1935 erfolgte seine Heirat mit Martha Häcker (1908–1998), später die Geburt der Kinder Bärbel (1936), Ulrike (1938) und Godfrid (1941). Während des Krieges erwarb Albert Haberer ein kleines Haus in Gächingen auf der Schwäbischen Alb, baute es nach dem Krieg um, erweiterte es und ernährte die Familie mit Wiederaufbauplänen für Bauernhäuser. 1944 wurde er zum Kriegsdienst eingezogen, wo er in Polen Unterkünfte für Soldaten baute.
Er kehrte erst nach Kriegsende 1945 zurück zur Familie, die während des Krieges die Stuttgarter Wohnung verlassen hatte, um in Gächingen zu leben. Nach dem Krieg erwarb er dort ein weiteres Grundstück, auf welchem er ein kleines Holzhaus bauen ließ, in dem die Zeichnungen für seine späteren Fachbücher entstanden. Nach seinen Entwürfen wurde dieses Haus erweitert und umgebaut und diente nach dem Rückzug nach Stuttgart 1951 weiterhin als Wochenendhaus. Die Familie Haberer und Helmuth Rilling trafen sich regelmäßig im Haus in Gächingen, um dort Musik zu machen. 1954  wurde in diesen Räumen die Gächinger Kantorei gegründet, die sich bis 1964 fortan dort mehrmals pro Jahr zum Proben traf. Mit Beginn der Pensionierung 1973 war Albert Haberer immer häufiger in Gächingen und verbrachte in dem von ihm ausgebauten und erweiterten Haus seinen Lebensabend.

### Beruflicher Werdegang
1927 legte Albert Haberer in Stuttgart seine Gesellenprüfung als Schreiner ab. Von 1927 bis 1931 studierte er Innenarchitektur an der Kunstgewerbeschule in Stuttgart, im letzten Jahr (1930–1931) als Meisterschüler von Adolf Gustav Schneck. Ab 1931 war er in verschiedenen Büros sowie als selbständiger Innenarchitekt tätig und ab 1938 als Berater am Landesgewerbeamt Stuttgart.
Geprägt vom Bauhaus-Gedanken, der Synthese von Kunst und Handwerk, veröffentlichte Albert Haberer nach dem Krieg (1948) zusammen mit dem Architekten Willi Simon das Fachbuch Möbel selbst erdacht und selbst gemacht (Bärenreiter) und 1951 das Fachbuch Das Möbel (Konradin), zusammen mit dem Architekten Karl Eichhorn. Seine Fachbücher, die in mehreren Auflagen erschienen, widmen sich in Einzelbänden jeweils einer Reihe von Musterbeispielen verschiedener innenarchitektonischer Aufgaben. Sie stellen mit Plänen, Fotografien und Zeichnungen ein Gestaltungsrepertoire bereit, eine Ideensammlung vorbildlicher Lösungen, die ohne Kommentar allein über das Bildmaterial erschließbar sein soll.
Zudem entwarf er als freier Innenarchitekt Sitzmöbel, die in großer Serie hergestellt werden und von denen einige noch heute im Handel sind. Außerdem organisierte er Ausstellungen für vorbildliches Wohnen und konzipierte dazu die ausgestellten Musterbeispiele selbst. 1951 erfolgte ein Umzug nach Stuttgart aufgrund der Anstellung als Redakteur beim Konradin Verlag für die Zeitschrift BM (Bau- und Möbelschreiner), der Fachzeitschrift für das Schreiner- und Tischlerhandwerk. Es folgten weitere Veröffentlichungen, im Konradin Verlag, deren Chefredakteur für die Zeitschrift BM er von 1954 bis zu seiner Pensionierung 1973 war. Danach widmete er sich ausschließlich der Malerei.

## Malerische Prägung und Entwicklung
Als junger Innenarchitekt entdeckte Albert Haberer die abstrakte Malerei und lernte 1933 durch seine Frau Martha Häcker, die mit einer Nichte Oskar Schlemmers befreundet war, Ida Kerkovius kennen, deren Schüler er 1934 wurde und mit der er bis zu ihrem Tod 1970 befreundet blieb. Kerkovius war ehemalige Schülerin von Adolf Hölzel, der bereits 1912, zeitgleich mit und unabhängig von Kandinsky anfing sich vom gegenständlichen Malen in Richtung Abstraktion zu lösen, was auch Haberer faszinierte und dessen gesamtes Werk prägte.
Hölzel und Kerkovius zählten zu den von den Nationalsozialisten verfemten Künstlern. Als 1944 das Atelier von Kerkovius komplett zerstört wurde, fand sie in der mittlerweile von den Schwestern Albert Haberers bewohnten Stuttgarter Wohnung Unterschlupf. Nach dem Krieg hatte sie wieder einige wenige Schüler, darunter auch Albert Haberer. Aus der Schülerschaft entwickelte sich nach und nach eine enge Freundschaft. Durch Kerkovius wurde Haberer umfassend mit der Lehre am Bauhaus vertraut und in die Malweise Hölzels eingeführt. Besonders die frühen Werke waren deutlich geprägt von Kerkovius’ Stil. Ende der 1940er Jahre arbeiteten Kerkovius und Haberer regelmäßig gemeinsam an einem von ihr gewählten abstrakten Thema, welches jeder auf seine Weise umsetzte. Ab Mitte der 1950er Jahre fanden regelmäßige gemeinsame Malwochenenden in Gächingen statt und 1965 unternahm Haberer mit Kerkovius zusammen eine Malreise nach Venedig, bei der ein Film entstand (SWR), der häufig auf Ausstellungen von Ida Kerkovius gezeigt wurde.
Schon als junger Architekt begeisterte Albert Haberer sich zudem für japanische Malerei, Kalligraphie, Architektur und besonders für die Gärten im Kontext mit den Teehäusern. Anfang der 1960er Jahre baute er sich in Anlehnung an die japanische Kultur ein Teehaus als Atelier in Gächingen und verwandelte den als Teil des Innenraumes verstandenen Gartenraum allmählich in einen japanischen Garten. Diese stille Leidenschaft für das Gärtnern und den Zen-Buddhismus, die ihn bei einer Japanreise beeindruckten, führte ihn immer mehr zu einem Malen aus der Meditation und der spontanen Präsenz heraus.
Um 1969 lernte Albert Haberer den etwas älteren Maler Paul Reichle (1900–1981, Staatliche Akademie der Bildenden Künste Stuttgart) kennen, einen Schüler von Willi Baumeister. Es begann ein intensiver Austausch malerischer Erfahrung. Durch die Freundschaft mit Paul Reichle und die Auseinandersetzung mit dessen Malerei und der von Willi Baumeister gelang es ihm, seine eigene künstlerische Sprache zu finden. So wie Ida Kerkovius sich vom Einfluss Hölzels löste, gelang es auch Albert Haberer nach und nach, sich von ihrem ausdrucksstarken Stil abzuheben und in eigene malerische Fahrwasser zu gelangen.
1973 beendete Albert Haberer mit seiner Pensionierung seine Tätigkeit als Chefredakteur, Autor und freier Architekt und widmete sich ausschließlich seiner Leidenschaft zu malen. Es entfaltete sich in kurzer Zeit ein vielschichtiges Werk in der ihm eigenen Handschrift des klaren Bildaufbaus und der differenzierten Farbgebung. Drei Jahre später eröffnete die erste Einzelausstellung seiner Werke. Es folgten weitere Ausstellungen bis zu seinem Tod 1986 und darüber hinaus. Diese späteren Ausstellungen wurden organisiert und getragen besonders durch seine älteste Tochter Bärbel, die sein Lebenswerk katalogisiert und verwaltet. 1986 lernten sich Albert Haberer und der 25 Jahre jüngere, gleichnamige bildenden Künstler und Maler Albert Haberer aus St. Wendel anlässlich der letzten zu Lebzeiten Haberers in Kirchheim an der Teck stattfindenden Ausstellung kennen und es entstand die Idee einer gemeinsamen Ausstellung, die 1987 in St. Wendel stattfand.

## Werk
Albert Haberers frühe Werke sind größtenteils Pastelle. Auch gibt es zwei Zyklen mit Kohlezeichnungen und später einige Hinterglasbilder. Das Spätwerk Haberers umfasst vor allem Ölgemälde, sowie Aquarelle, Tuschezeichnungen und Collagen. Letztere dienten einige Male als Vorlage für Ölbilder.

## Ausstellungen

### Einzelausstellungen
- 1976:	Köln, Galerie Busmann & Haberer
- 1978: Schönaich, Rathaus
- 1979: Altenkirchen, Landschaftsakademie
- 1981: Regensdorf bei Zürich, Gemeindemuseum
- 1982: Tübingen, Galerie in der Geschwister-Scholl-Schule
- 1983: Esslingen, Galerie Forum
- 1984: Gächingen, Gemeinschaftshaus
- 1984: Marburg, Galerie in der Hofstatt
- 1986:	Kirchheim Teck, Kornhaus
- 1986: Heidenheim, Foyer Rathaus
- 1988:	Musberg bei Stuttgart, Galerie Burg
- 1989: Stuttgart, Kunsthaus Schaller
- 1998:	Stuttgart, Kunsthaus Schaller
- 1999:	Tübingen, Galerie am Pfleghof
- 2008: Böblingen, Galerie Contact, anlässlich des 100. Geburtstags Albert Haberers
- 2008:	Stuttgart, Galerie Königsblau, anlässlich des 100. Geburtstags Albert Haberers
- 2012:	Winterbach, Altes Rathaus
- 2019: Münsingen, Reutter Immobilien GmbH

### Gemeinschaftsausstellungen
- 1981:	Schönaich, Rathaus
- 1986:	Stuttgart, Kunsthaus Schaller, Zwölf Künstler zeigen Aquarelle
- 1986:	Stuttgart, Kunsthaus Schaller, Ligne e Couleur
- 1987:	St. Wendel (Saarland), Galerie im Hof mit Albert Haberer aus St. Wendel
- 1988:	Stuttgart, Galerie Adriana, mit Gertrud Tonne
- 1990:	Stuttgart, Galerie im Altenheim Sonnenberg, mit Gertrud Tonne
- 2002:	Stuttgart, Galerie Königsblau, Ida Kerkovius und ihre Schüler
- 2004:	Stuttgart, Galerie Königsblau, Kraft der Farbe
- 2007:	Stuttgart, Galerie Dorn, mit Willi Baumeister und Hans Berweiler

## Publikationen
- mit Willi Simon: Möbel selbst erdacht und selbst gemacht. Anleitung für Schule, Werkstatt und Haus. Bärenreiter, Kassel 1948.
- mit Karl Eichhorn: Das Möbel. Ein Fachbuch über Raum- und Möbelgestaltung für Handwerk und Schule mit Werkschnitten in natürlicher Größe. Konradin, Stuttgart 1951.
- mit Karl Eichhorn: Außentüren. Ein Fachbuch für Handwerker und Architekten zur Gestaltung aller Art von Außentüren. Konradin, Stuttgart 1952.
- Tür + Tor. 5. vollständig neu bearbeitete, wesentlich erweiterte Auflage (dreisprachig) des Fachbuchs Außentüren. Konradin, Stuttgart 1952.
- mit Karl Eichhorn, Eberhard Gaugele (Hrsg.): Innenausbau im Wohnhaus. Konradin, Stuttgart 1958.
- Werkbuch der Büchergilde. Büchergilde Gutenberg, Frankfurt am Main 1960 u. 1961.
- Man muss sich nur zu helfen wissen. Bd. 1–3. Goldmann, München 1970.